# Xã Jackson, Quận Lee, Iowa
Xã Jackson (tiếng Anh: Jackson Township) là một xã thuộc quận Lee, tiểu bang Iowa, Hoa Kỳ. Năm 2010, dân số của xã này là 1.761 người.